# L'Enseignement mathématique
L’Enseignement mathématique （ランセニマン マテマティーク）は、数学と数学教育の学術雑誌。1899年にパリにて、アンリ・フェールとシャルル＝アンジュ・レーザンが共同編集長として創刊した。1920年にレーザンが逝去して、新たにAdolphe Buhlが編集長に就いた。1949年にBuhl、1954年にフェールが没して、雑誌はジュネーヴ大学の傘下に入った。現在、国際数学教育委員会の公式機関誌となっている。
雑誌の名前はフランス語で数学教育を意味するが、実際は数学教育に関する記事は少なく、査読や研究、数学史に関する記事が多い。
2015年の60巻より、ヨーロッパ数学会からの出版に移行した。
発表から5年経過した記事は無料で閲覧することができる。以前はフランス語のみが認められていたが、第二次世界大戦の後に英語も用いることが可能となった。
38巻は1939年から1942年までの論文が掲載されている。1942年から雑誌の出版が停止されたが、その後の39巻で、1942年から1950年までの論文が発表された。